# Gressoney-La-Trinité
Gressoney-La-Trinité là một đô thị alpine du vùng tự trị thung lũng Aosta phía bắc Ý. Đô thị này có diện tích 65 km², dân số 1635 người.
Đô thị này có làng trực thuộc: Sannmatto, Tache, Ònderemwoald, Òndre Eselbode, Òbre Eselbode, Rèfetsch, Stòtz, Nétschò, Collete Sann, Ejò, Gòver, Stéde, Òrsio, Fòhré, Engé, Tschòbésch-hus, Bédémie, Tschòcke, Montery, Gabiet, Héché, Selbsteg, Ònder Bät, Òber Bät, Biel, Tòlo, Wòaldielé, Anderbät, Stafal, Tschaval, Òbrò Dejelò, Òndro Dejolò.
Đô thị này giáp các đô thị sau: Alagna Valsesia (VC), Ayas, Gressoney-Saint-Jean, Riva Valdobbia (VC), Zermatt (CH-VS).

## Biến động dân số
| Allein • Antey-Saint-André • Aoste • Arnad • Arvier • Avise • Ayas • Aymavilles • Bard • Bionaz • Brissogne • Brusson • Challand-Saint-Anselme • Challand-Saint-Victor • Chambave • Chamois • Champdepraz • Champorcher • Charvensod • Châtilon • Cogne • Courmayeur • Donnas • Doues • Emarèse • Etroubles • Fontainemore • Fénis • Gaby • Gignod • Gressan • Gressoney-La-Trinité • Gressoney-Saint-Jean • Hône • Introd • Issime • Issogne • Jovençan • La Magdeleine • La Salle • La Thuile • Lillianes • Montjovet • Morgex • Nus • Ollomont • Oyace • Perloz • Pollein • Pont-Saint-Martin • Pontboset • Pontey • Pré-Saint-Didier • Quart • Rhêmes-Notre-Dame • Rhêmes-Saint-Georges • Roisan • Saint-Christophe • Saint-Denis • Saint-Marcel • Saint-Nicolas • Saint-Oyen • Saint-Pierre • Saint-Rhémy-en-Bosses • Saint-Vincent • Sarre • Torgnon • Valgrisenche • Valpelline • Valsavarenche • Valtournenche • Verrayes • Verres • Villeneuve |